# Julia Nielsen
Julia Johanna Nielsen, född 2 juni 2001 i Göteborg, är en svensk medeldistanslöpare som tävlar för klubben Örgryte IS. Hon är tvillingsyster till medeldistanslöparen Wilma Nielsen.